# Co-star
co-star（コースター）は、スタジオ・ミュージシャンらで結成された日本の音楽ユニット。

## メンバー
- 上條頌 - ギタリスト、アレンジャー、ライブアレンジ、作曲（リーダー）
- 藤山周 - ギタリスト
- 滝元堅志 - ベーシスト
- 森勇士 - ベーシスト
- 高尾俊行 - ドラマー、パーカッショニスト
- KANTA - ドラマー
- Penny-K - キーボーティスト、トラック制作、背景音楽制作
- Kaz Kato - キーボーディスト・プロデューサー・アレンジャー
- DJ DAISHIZEN - DJ、トラックメイカー、マニピュレーター

## ディスコグラフィー

### アルバム
1. co-star the party（2019年6月）
  1. PRAY feat. Mhiro
  2. Show me! feat. Nadia(From BananaLemon)
  3. Route 58 feat. Chajah
  4. Predawn
  5. だからさ… feat. 吉野晃一
  6. Afro Jam